# Роженска чешма
Роженската чешма е постройка в Роженския манастир, България, от XVIII век.

## Описание
Чешмата е разположена срещу входа на католикона на манастира. Гръцкият надпис информира, че е завършена на 10 октомври 1790 година със спомоществуванието на Панайот Дзанли, при игумена Игнатий Родостенец.